# Presencia real de Cristo en la eucaristía

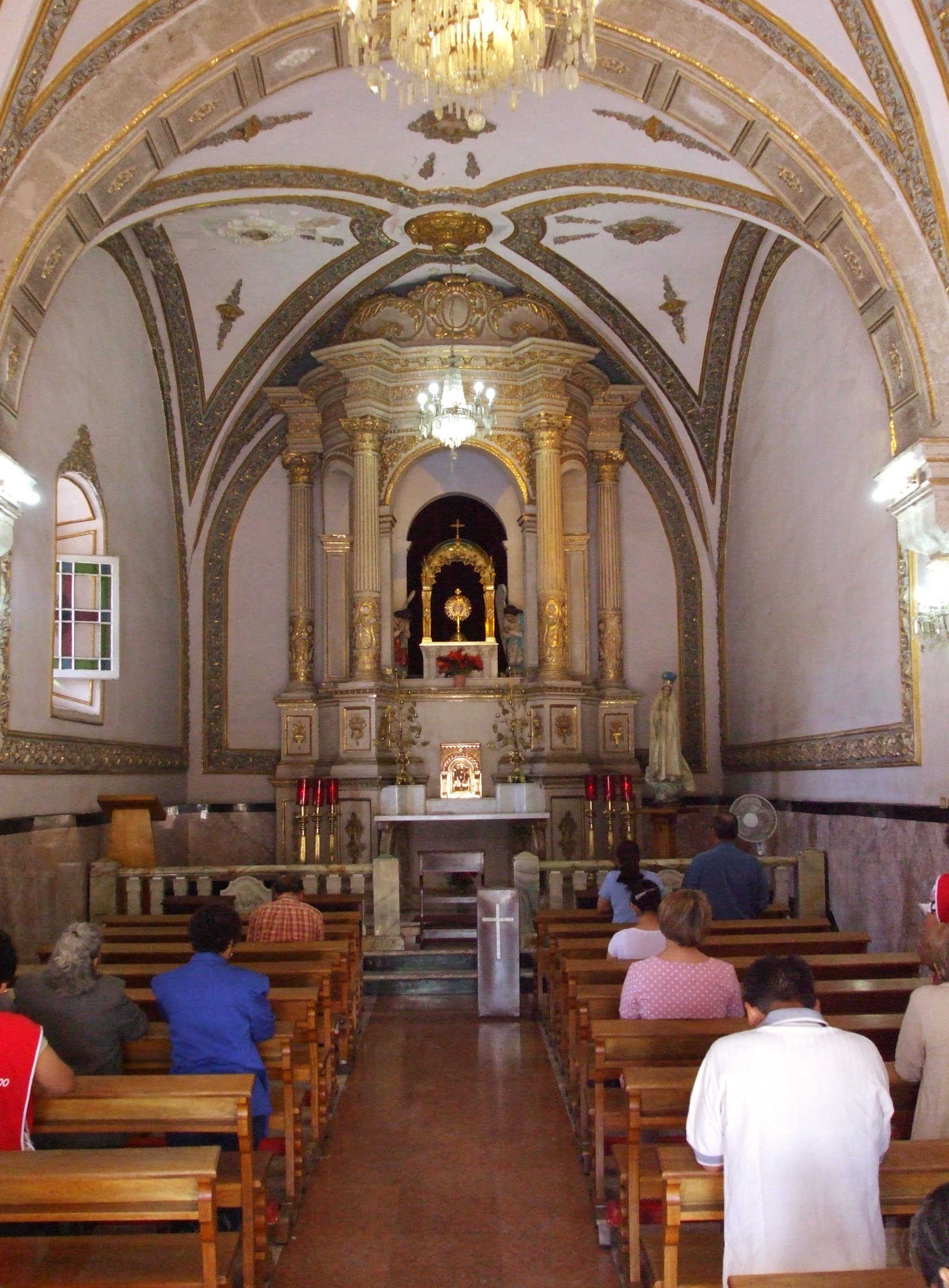
Los católicos dan adoración a Cristo, a quien creen realmente presente, en cuerpo y sangre, alma y divinidad, en el pan sacramental cuya realidad se ha transformado en la de su cuerpo.

La presencia real de Cristo en la Eucaristía es la creencia del cristianismo de que Jesucristo está presente en la Eucaristía, y no meramente un símbolo o una metáfora, sino de un modo verdadero, real y sustancial.
Hay varias denominaciones cristianas que enseñan que Cristo está verdaderamente presente en la Eucaristía, entre ellas la Iglesia católica, la Iglesia ortodoxa, la Iglesia del Oriente, la Iglesia morava, el luteranismo, el anglicanismo, el metodismo, el irvingismo y el calvinismo. Las diferencias en las enseñanzas de estas Iglesias se refieren principalmente al modo de presencia de Cristo en el pan y vino consagrados. 
La Presencia Real es rechazada o interpretada a la luz del «recuerdo» (según ciertas traducciones del Nuevo Testamento) por otros protestantes, incluyendo a los bautistas generales, Anabaptistas, los Hermanos de Plymouth, algunas no confesionales, así como los que se identifican con el cristianismo liberal y segmentos del Movimiento de Restauración como los Testigos de Jehová.
Los esfuerzos por comprender mutuamente el abanico de creencias de estas Iglesias condujeron en la década de 1980 a consultas sobre Bautismo, Eucaristía y Ministerio por parte del Consejo Mundial de Iglesias.

## Historia
La presencia real de Cristo en la Eucaristía se afirma desde muy antiguo. Los primeros escritores cristianos se referían a los elementos eucarísticos como el cuerpo y la sangre de Jesús. El breve documento conocido como las Enseñanzas de los Apóstoles o Didache, que puede ser el primer documento cristiano fuera del Nuevo Testamento que habla de la Eucaristía, dice: «Que nadie coma ni beba de vuestra Eucaristía, si no ha sido bautizado en el nombre del Señor; porque también sobre esto ha dicho el Señor: 'No deis lo santo a los perros'».

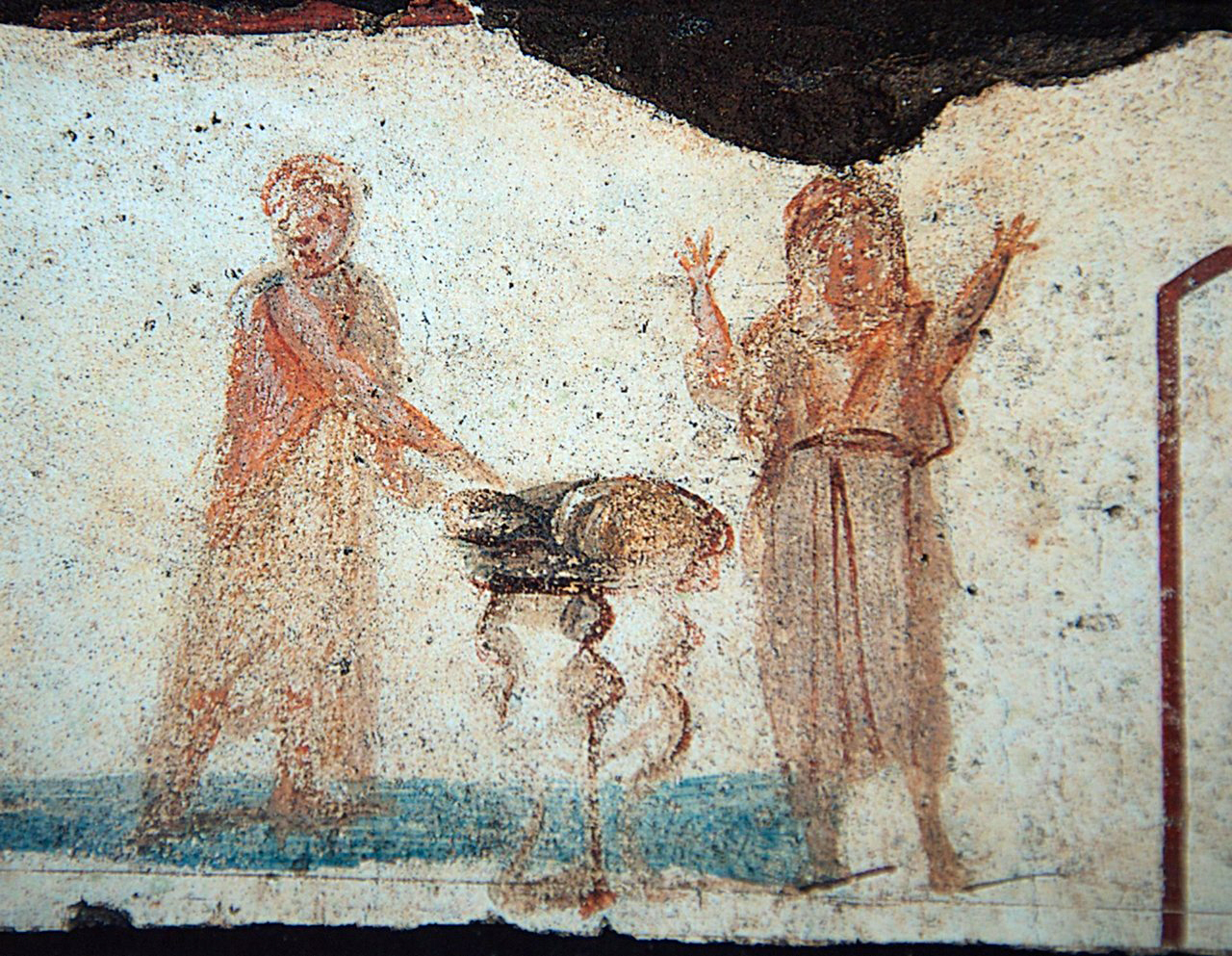
Un fresco del siglo III en las Catacumbas de San Calixto, interpretado por el arqueólogo Joseph Wilpert, que muestra a la izquierda a Jesús multiplicando los panes y los peces, símbolo de la consagración eucarística, y a la derecha una representación del difunto, que a través de la participación en la Eucaristía ha obtenido la felicidad eterna

Ignacio de Antioquía, escribiendo hacia el año 106 d. C. a los cristianos romanos, dice: «Deseo el pan de Dios, el pan celestial, el pan de vida, que es la carne de Jesucristo, el Hijo de Dios, que se hizo después de la descendencia de David y Abraham; y deseo la bebida de Dios, es decir, su sangre, que es amor incorruptible y vida eterna.»
Escribiendo a los cristianos de Esmirna en el mismo año, les advirtió que «se alejaran de tales herejes», porque, entre otras razones,  «se abstienen de la Eucaristía y de la oración, porque no confiesan que la Eucaristía sea la carne de nuestro Salvador Jesucristo, que padeció por nuestros pecados, y que el Padre, por su bondad, resucitó».
Hacia el año 150, Justino Mártir, refiriéndose a la Eucaristía, escribió:  «No los recibimos como pan y bebida comunes; sino que, de la misma manera que Jesucristo nuestro Salvador, habiéndose hecho carne por la Palabra de Dios, tuvo carne y sangre para nuestra salvación, así también se nos ha enseñado que el alimento que es bendecido por la oración de su palabra, y del que se nutren nuestra sangre y nuestra carne por transmutación, es la carne y la sangre de aquel Jesús que se hizo carne».
Hacia el año 200 d. C., Tertuliano escribió:  «Habiendo tomado el pan y habiéndolo dado a sus discípulos, lo hizo su propio cuerpo, diciendo: Esto es mi cuerpo, es decir, la figura de mi cuerpo. Sin embargo, no podía haber una figura, si no había primero un cuerpo verdadero. Una cosa vacía, o un fantasma, es incapaz de tener una figura. Sin embargo, si (como podría decir Marción) fingió que el pan era su cuerpo, porque le faltaba la verdad de la sustancia corporal, se deduce que debió dar el pan por nosotros.»
Las Constituciones Apostólicas (compiladas c. 380) dicen:  «Que el obispo dé la oblación, diciendo: Cuerpo de Cristo; y el que la reciba diga: Amén. Y que el diácono tome el cáliz; y cuando lo dé, diga: La sangre de Cristo, el cáliz de la vida; y el que lo beba diga: Amén».
Ambrosio de Milán (fallecido en el año 397) escribió:

}Quizás dirás: "Veo otra cosa, ¿cómo es que afirmas que recibo el Cuerpo de Cristo?" ...Probemos que esto no es lo que la naturaleza hizo, sino lo que la bendición consagró, y el poder de la bendición es mayor que el de la naturaleza, porque por la bendición la naturaleza misma es cambiada. ...Porque ese sacramento que recibes es hecho lo que es por la palabra de Cristo. Pero si la palabra de Elías tuvo tal poder como para hacer bajar fuego del cielo, ¿no tendrá la palabra de Cristo poder para cambiar la naturaleza de los elementos? ...¿Por qué buscáis el orden de la naturaleza en el Cuerpo de Cristo, viendo que el Señor Jesús mismo nació de una Virgen, no según la naturaleza? Es la verdadera Carne de Cristo que fue crucificada y sepultada, ésta es entonces verdaderamente el Sacramento de su Cuerpo. El Señor Jesús mismo proclama: "Esto es mi Cuerpo". Antes de la bendición de las palabras celestiales se habla de otra naturaleza, después de la consagración se significa el Cuerpo. Él mismo habla de su Sangre. Antes de la consagración tiene otro nombre, después se llama Sangre. Y tú dices: Amén, es decir, es verdad. Que el corazón interior confiese lo que la boca pronuncia, que el alma sienta lo que la voz habla.

Otros escritores cristianos del siglo IV dicen que en la Eucaristía se produce un «cambio», «transelementación», «transformación», «transposición», «alteración» del pan en el cuerpo de Cristo.
San Agustín declara que el pan consagrado en la Eucaristía realmente «se convierte» (en latín, encaja) en el Cuerpo de Cristo: «Los fieles saben de qué hablo; conocen a Cristo al partir el pan. No es cada pan, como ves, sino el que recibe la bendición de Cristo, el que se convierte en el cuerpo de Cristo».
En el siglo IX, Carlos el Calvo planteó dos cuestiones poco claras: si los fieles reciben el cuerpo de Cristo en misterio o en verdad o si el cuerpo es el mismo que nació de María y sufrió en la cruz. Ratramno de Corbie entendía por «en verdad» simplemente «lo que es perceptible a los sentidos», «la realidad pura y dura» (rei manifestae demonstratio), y declaró que la consagración deja el pan y el vino sin cambios en su apariencia externa y, por tanto, en la medida en que son signos del cuerpo y la sangre de Cristo ocultos bajo el velo de los signos, los fieles reciben el cuerpo de Cristo no in veritate, sino in figura, in mysterio, in virtute (figura, misterio, poder). Ratramnus se opuso a las tendencias capharnaíticas, pero en ningún caso traicionó una comprensión simbolista como la de Berengario del siglo XI. Radbertus, por su parte, desarrolló el realismo de la liturgia galicana y romana y la teología ambrosiana de la identidad del cuerpo sacramental e histórico del Señor. La disputa terminó con la carta de Radbertus a Frudiger, en la que subrayó aún más la identidad del cuerpo sacramental e histórico de Cristo, pero se enfrentó a la opinión contraria hasta el punto de enfatizar la naturaleza espiritual del cuerpo sacramental. Friedrich Kempf comenta: "Dado que Paschasius había identificado el cuerpo eucarístico y el histórico del Señor sin explicar con mayor precisión las especies eucarísticas, su enseñanza podía promover, y probablemente lo hizo, una interpretación 'capharanaítica' groseramente materialista".
La cuestión de la naturaleza de la Eucaristía se hizo virulenta por segunda vez en la Iglesia Occidental en el siglo XI, cuando Berengario de Tours negó que fuera necesario ningún cambio material en los elementos para explicar la presencia eucarística. Esto provocó una controversia que llevó a la aclaración explícita de la doctrina católica de la Eucaristía.
En 1215, el Cuarto Concilio de Letrán utilizó la palabra transubstanciado en su profesión de fe, al hablar del cambio que se produce en la Eucaristía.
Sólo más tarde, en el siglo XIII, se aceptó la  metafísica aristotélica y se desarrolló una elaboración filosófica acorde con esa metafísica, que encontró una formulación clásica en la enseñanza de Santo Tomás de Aquino. Sólo entonces el escolasticismo fundó la teología cristiana en los términos del aristotelismo. Los aspectos metafísicos de la presencia real de Cristo en la Eucaristía fueron descritos por primera vez desde la época del tratado juvenil latino titulado De venerabili sacramento altaris (Sobre el reverendo sacramento del altar).
Durante el período medieval posterior, la cuestión se debatió dentro de la Iglesia occidental. Tras la Reforma Protestante, se convirtió en un tema central de división entre las distintas confesiones emergentes. La doctrina del luterano sobre la presencia real, conocida como la "unión sacramental", fue formulada en la Confesión de Augsburgo de 1530. Lutero apoyó decididamente esta doctrina, publicando El Sacramento del Cuerpo y la Sangre de Cristo- Contra los fanáticos en 1526. Diciendo que "el pan y el cuerpo son dos sustancias distintas", declaró que "de dos clases de objetos se ha producido una unión, que llamaré 'unión sacramental'".
Así, la principal división teológica en esta cuestión, resultó no ser entre el catolicismo y el protestantismo, sino dentro del protestantismo, especialmente entre Lutero y Zwinglio, que discutieron la cuestión en el Disputa de Marburgo de 1529 pero que no llegaron a un acuerdo. El punto de vista de Zwinglio se asoció con el término Memorialismo, sugiriendo una comprensión de la Eucaristía celebrada puramente "en memoria de" Cristo. Aunque esto describe con precisión la posición de los anabaptistas y las tradiciones derivadas, no es la posición mantenida por el propio Zwinglio, que afirmaba que Cristo está verdaderamente (en sustancia), aunque no naturalmente (físicamente) presente en el sacramento.
La posición de la Iglesia de Inglaterra sobre este asunto (la presencia real) es clara y se destaca en los Treinta y nueve artículos:

La cena del Señor no es sólo un signo del amor que los cristianos deben tener entre sí; sino que es un sacramento de nuestra redención por la muerte de Cristo: de tal manera que para aquellos que correctamente y con fe, reciben la misma, el pan que partimos es una participación del cuerpo de Cristo, así como la copa de bendición es una participación de la sangre de Cristo. [La transubstanciación (o el cambio de la sustancia del pan y del vino) en la cena del Señor no puede ser probada por la Sagrada Escritura, sino que repugna a las palabras claras de la Escritura, destruye la naturaleza del Sacramento y ha dado ocasión a muchas supersticiones. El Cuerpo de Cristo se da, se toma y se come en la Cena, sólo de una manera celestial y espiritual. Y el medio por el cual el Cuerpo de Cristo es recibido y comido en la Cena es la Fe. El Sacramento de la Cena del Señor no fue por orden de Cristo reservado, llevado, levantado o adorado.
Artículos de Religión No.28 "La Cena del Señor": Libro de Oración Común 1662

El Concilio de Trento, celebrado entre 1545 y 1563 como reacción a la Reforma Protestante e iniciando la Contrarreforma católica, promulgó la visión de la presencia de Cristo en la Eucaristía como verdadera, real y sustancial, y declaró que, "por la consagración del pan y del vino, se realiza una conversión de toda la sustancia del pan en la sustancia (substantia) del cuerpo de Cristo nuestro Señor, y de toda la sustancia del vino en la sustancia de su sangre; cuya conversión es, por la santa Iglesia Católica, adecuada y propiamente llamada Transubstanciación". La filosofía aristotélica de la sustancia no se incluyó en la enseñanza definitiva del Concilio, sino la idea más general de "sustancia" que había precedido a Tomás de Aquino.
La Ortodoxia no se involucró en la disputa antes del siglo XVII. Se hizo virulenta en 1629, cuando Cirilo Lukaris negó la doctrina de la transubstanciación, utilizando la traducción griega metousiosis para el concepto. Para contrarrestar la enseñanza de Lucaris, el metropolita Pedro Mogila de Kiev redactó en latín una confesión ortodoxa en defensa de la transubstanciación. Esta Confesión fue aprobada por todos los Patriarcas de habla griega (los de Constantinopla, Alejandría, Patriarca greco-ortodoxo de Antioquía, y Patriarca ortodoxo griego de Jerusalén) en 1643, y de nuevo por el Sínodo de Jerusalén (1672) (también llamado Concilio de Belén) en 1672.

## Puntos de vista

### Según la Iglesia católica

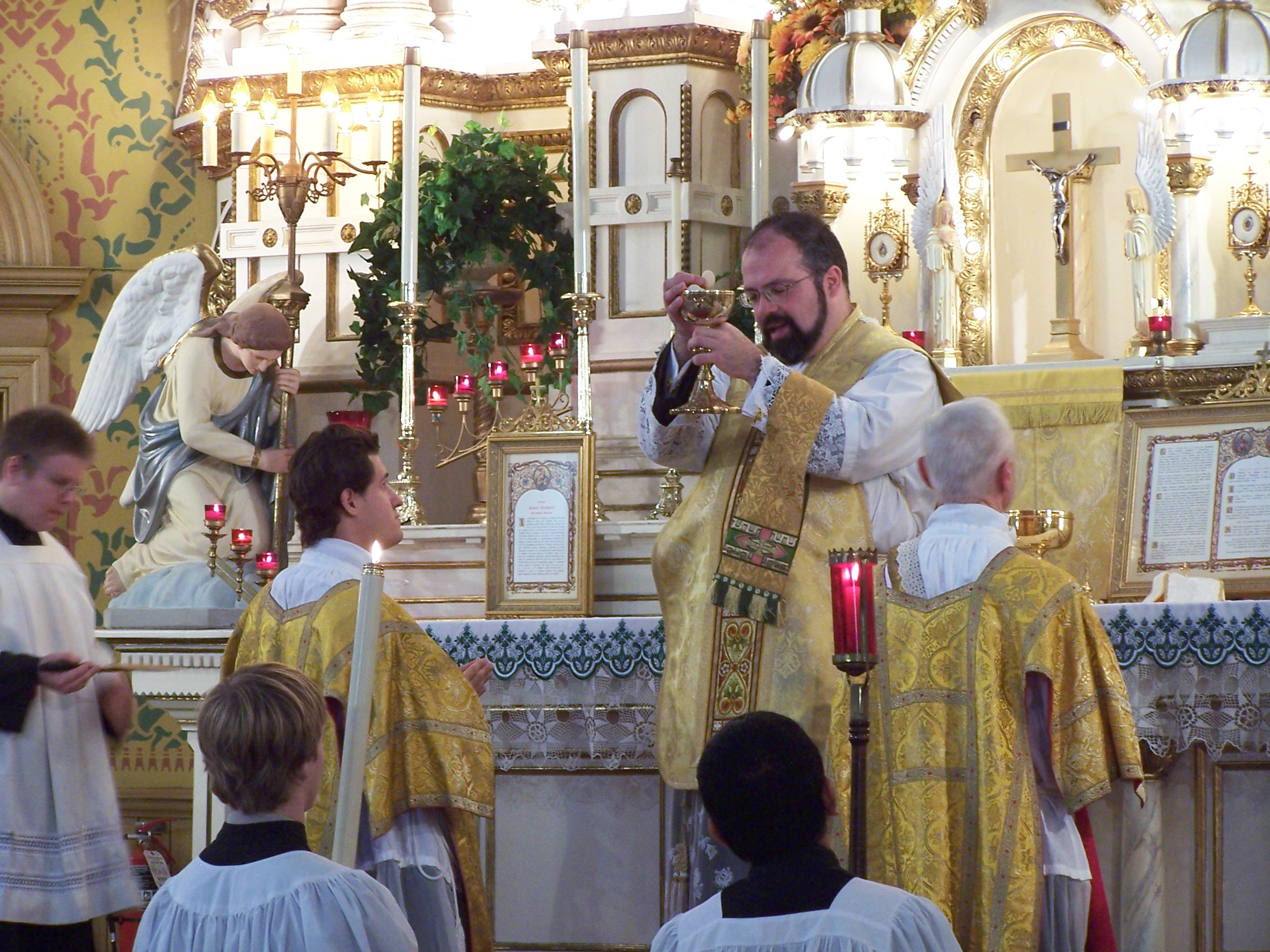
Ecce Agnus Dei («este es el Cordero de Dios») en una misa de rito tradicional.

La Iglesia Católica declara que la presencia de Cristo en la Eucaristía es verdadera, real y sustancial. Al decir que Cristo está verdaderamente presente en la Eucaristía, excluye cualquier comprensión de la presencia como la de un mero signo o figura. Al afirmar que su presencia en la Eucaristía es real, la define como objetiva e independiente de los pensamientos y sentimientos de los participantes, tengan o no fe: la falta de fe puede hacer infructuosa la recepción del sacramento para la santidad, pero no hace irreal su presencia. En tercer lugar, la Iglesia Católica describe la presencia de Cristo en la Eucaristía como sustancial, es decir, que implica la sustancia subyacente, no las apariencias del pan y el vino. Éstos mantienen todas sus propiedades físicas como antes: a diferencia de lo que ocurre cuando se altera la apariencia de algo o de alguien pero la realidad básica sigue siendo la misma, la enseñanza de la Iglesia católica es que en la Eucaristía la apariencia no cambia en absoluto, pero la realidad básica se ha convertido en el cuerpo y la sangre de Cristo.
El cambio del pan y el vino a una presencia de Cristo verdadera, real y sustancial se denomina transubstanciación. La Iglesia católica no considera el término transubstanciación una explicación del cambio: declara que el cambio por el que los signos del pan y el vino se convierten en el cuerpo y la sangre de Cristo se produce de un modo que supera la comprensión.
Un himno de la Iglesia, «Ave verum corpus», saluda a Cristo en la Eucaristía de la siguiente manera (en traducción del original latino): «¡Salve, cuerpo verdadero, nacido de María Virgen, y que verdaderamente sufrió y fue inmolado en la cruz por la humanidad!»
La Iglesia católica también sostiene que la presencia de Cristo en la Eucaristía es íntegra: no ve lo que hay realmente en la Eucaristía como un cadáver sin vida y mera sangre, sino como Cristo entero, cuerpo y sangre, alma y divinidad; tampoco ve las persistentes apariencias externas del pan y el vino y sus propiedades (como el peso y el valor nutritivo) como una mera ilusión, sino que existen objetivamente como antes y sin cambios.
Para la Iglesia católica, la presencia de Cristo en la Eucaristía es de un orden diferente a la presencia de Cristo en los otros sacramentos: en los otros sacramentos está presente por su poder y no por la realidad de su cuerpo y sangre, base de la descripción de su presencia como real.

### Según la Iglesia ortodoxa

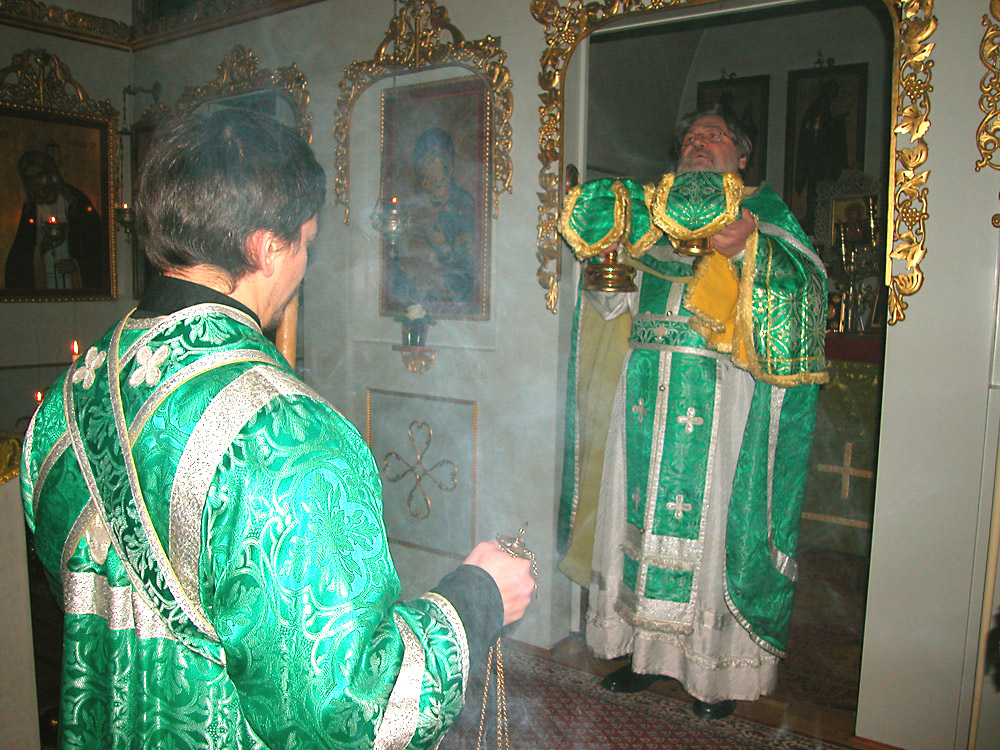
Liturgia divina ortodoxa

La Iglesia ortodoxa y las Iglesias ortodoxas orientales, así como la Iglesias de  Oriente, creen que en la Eucaristía el pan y el vino se transforman objetivamente y se convierten en un sentido real en el Cuerpo y la  Sangre de Cristo. Los teólogos Brad Harper y Paul Louis Metzger afirman que:

Aunque la Iglesia ortodoxa ha empleado a menudo el término transubstanciación, Kallistos Ware afirma que el término «no goza de ninguna autoridad única o decisiva» en la Iglesia ortodoxa. Tampoco su uso en la Iglesia Ortodoxa «compromete a los teólogos a aceptar los conceptos filosóficos aristotélicos». ...Ware también señala que mientras los ortodoxos siempre han «insistido en la realidad del cambio» del pan y el vino en el cuerpo y la sangre de Cristo en la consagración de los elementos, los ortodoxos «nunca han intentado explicar la manera del cambio».

El término griego metousiosis (μετουσίωσις) es utilizado a veces por los cristianos ortodoxos para describir el cambio, ya que este término «no está ligado a la teoría escolástica de la sustancia y los accidentes», pero no tiene estatus oficial como «un dogma de la comunión ortodoxa». Del mismo modo, la Cristianos Ortodoxos Coptos «tienen miedo de utilizar términos filosóficos en relación con la presencia real de Cristo en la Eucaristía, prefiriendo apelar acríticamente a pasajes bíblicos como 1 Cor. 10.16; 11.23-29 o el discurso de Juan 6.26-58.»
Mientras que la Iglesia católica cree que el cambio «tiene lugar en las palabras de la institución o consagración», la Iglesia ortodoxa enseña que el «cambio tiene lugar en cualquier momento entre la Proskomedia (la Liturgia de Preparación)» y la «Epiklesis ('invocación'), o la invocación del Espíritu Santo 'sobre nosotros y sobre estos dones aquí expuestos'». Por lo tanto, enseña que «los dones deben ser tratados con reverencia durante todo el servicio". No sabemos el momento exacto en que se produce el cambio, y esto se deja al misterio».
Las palabras de la liturgia etíope son representativas de la fe de la Ortodoxia: «Creo, creo, creo y profeso hasta el último aliento que éste es el cuerpo y la sangre de nuestro Señor Dios y Salvador Jesucristo, que tomó de nuestra Señora, la santa e inmaculada Virgen María, la Madre de Dios.»
El Sínodo de Jerusalén de la Iglesia ortodoxa declaró: «Creemos que el Señor Jesucristo está presente, no de forma típica, ni figurada, ni por gracia sobreabundante, como en los otros Misterios, ... sino verdadera y realmente, de modo que después de la consagración del pan y del vino, el pan es transmutado, transubstanciado, convertido y transformado en el verdadero Cuerpo mismo del Señor, que nació en Belén de la siempre Virgen María, fue bautizado en el Jordán, padeció, fue sepultado, resucitó, fue recibido en lo alto, está sentado a la derecha del Dios y Padre, y ha de volver en las nubes del Cielo; y el vino es convertido y transubstanciado en la verdadera Sangre misma del Señor, que, al colgar en la Cruz, fue derramada por la vida del mundo».

### Según los metodistas
Los seguidores de John Wesley típicamente han afirmado que el sacramento de la Sagrada Comunión es un medio instrumental de gracia a través del cual se comunica al creyente la presencia real de Cristo, pero por lo demás han permitido que los detalles sigan siendo un misterio. En particular, los metodistas rechazan la doctrina católica romana de la transubstanciación (ver Artículo XVIII de los Artículos de Religión); la Iglesia Metodista Primitiva en su Disciplina también rechaza la doctrina lolardista de la consubstanciación. En 2004, la Iglesia Metodista Unida afirmó su visión del sacramento y su creencia en la presencia real en un documento oficial titulado Este misterio santo: Una comprensión de la Iglesia Metodista Unida de la Santa Comunión. De particular interés aquí es el reconocimiento inequívoco por parte de la iglesia de la anámnesis (del griego ἀνάμνησις, literalmente "traer a la mente") como algo más que un simple memorial sino, más bien, una re-presentación de Cristo Jesús y su amor.
La Sagrada Comunión es recuerdo, conmemoración y memorial, pero este recuerdo es mucho más que un simple recuerdo intelectual. "Haced esto en memoria de mí" (Lucas 22:19; 1 Corintios 11:24-25) es anamnesis (la palabra griega bíblica). Esta acción dinámica se convierte en una representación de los actos de gracia de Dios pasados en el presente, con tanta fuerza que los hace verdaderamente presentes ahora. Cristo ha resucitado y está vivo aquí y ahora, no sólo recordado por lo que hizo en el pasado.
Los metodistas afirman que Jesús está verdaderamente presente y que el medio de su presencia es un "Santo Misterio". El himno de comunión Oh pecadores, acudid, del teólogo metodista Charles Wesley, incluye la siguiente estrofa y a menudo se canta durante los servicios de adoración metodistas en los que se celebra la Cena del Señor:
Ven a su fiesta a participar, todo pecado redimirá; de Cristo goza su bondad, su sangre y cuerpo recibirás.
El rasgo distintivo de la doctrina metodista de la presencia real es que la forma en que Cristo manifiesta Su presencia en la Eucaristía es un misterio sagrado; el enfoque es que Cristo está verdaderamente presente en el sacramento.
Muchos dentro de la tradición pentecostal, que es en gran medida wesleyana-arminiana en teología como lo son las iglesias metodistas, también afirman esta comprensión de la presencia real de Cristo en la Eucaristía.

## Consagración, presidencia y reparto
Muchas iglesias cristianas que sostienen la doctrina de la presencia real de Cristo en la Eucaristía (por ejemplo, la católica, la ortodoxa, la luterana, la morava, la anglicana, la metodista, la ortodoxa oriental, la reformada y la irvingiana) reservan al clero ordenado la función de consagrar la Eucaristía, pero no necesariamente la de distribuir los elementos a los comensales. Otros no hablan de ordenación, sino que reservan estas funciones a líderes que reciben títulos como pastor,  anciano y diácono.